# Последняя битва (фильм)
«Последняя битва» (фр. Le Dernier Combat) — постапокалиптический фильм режиссёра Люка Бессона, снятый в 1983 году. Полнометражный дебют режиссёра, снятый на основе его короткометражки «Предпоследний» (1981).

## Сюжет
Мир после некой катастрофы. В руинах современных городов оставшиеся в живых люди ведут беспощадную борьбу за существование. При этом они уже утратили речь и объясняются только жестами. С пищей тоже проблемы, правда, иногда может пойти дождь из падающих рыб. Главный герой (в титрах он назван просто «человек», L'Homme) также вынужден постоянно сражаться с себе подобными. Он живёт один на территории заброшенного офиса в пустынной местности и из собранных запчастей строит аэроплан. Главный герой пытается читать книги вслух во время отдыха, но это у него не получается. В поисках одной из деталей он проникает в лагерь группы людей, управляемых жестоким Капитаном, у которого он крадёт автомобильный аккумулятор, ударив того копьём. Подручные Капитана гонятся за ним и взламывают брошенный офис, где укрывается главный герой, однако ему удаётся быстро доделать аэроплан и улететь.
Герой прилетает в полуразрушенный город, где пытается обосноваться. Однако вскоре у него происходит стычка с жестоким человеком (в титрах он назван «зверь» или «скот», La Brute), в результате которой герой тяжело ранен, но у него получается сбежать от противника. Ему всё-таки удаётся найти место, где сохраняется некое подобие человеческих отношений, — больницу с живущим в ней доктором, который выхаживает героя и готовит для него рыбу. Доктор показывает герою устройство, которое подает некий газ в лёгкие человека, после чего можно произносить слова и пытается научить героя снова говорить слово «bonjour» («добрый день»). Герой и доктор очень рады тому, что они могут учиться говорить, а также начинают играть в теннис и рисовать. В больницу постоянно пытается проникнуть жестокий убийца, однако временно его натиск удаётся сдерживать. Чтобы отблагодарить доктора за спасение, главный герой пробирается в бар, где живёт убийца и крадёт обнаруженную им ранее картину, которую дарит доктору. Вернувшийся убийца замечает пропажу и отправляется на охоту за главным героем.
Несколько раз доктор, завязав герою глаза, проводит его коридорами к комнате, где заперта женщина. Однажды доктор гибнет во время дождя из камней, когда он вместе с главным героем снова идёт к женщине. Убийца проникает в больницу и жестоко убивает женщину, а затем сражается с главным героем, который пытается навестить женщину, не зная того, что она уже мертва. Человеку удаётся справиться с убийцей, но мирный оазис разрушен, и он улетает обратно в пустыню, где жил раньше. Там он убивает Капитана и освобождает от рабского труда остальных. Один из бывших рабов приводит его в комнату к женщине, бывшей подруге Капитана. Главный герой смотрит на нее и она улыбается ему в ответ.

## В ролях
- Пьер Жоливе — человек (L'Homme)
- Жан Буиз — доктор
- Фриц Веппер — капитан
- Жан Рено — убийца (La Brute)
- Кристиана Крюгер — любовница капитана
- Морис Лами — карлик
- Пьер Каррив — подручный капитана
- Жан-Мишель Кастани — подручный капитана
- Мишель Дозе — подручный капитана
- Бернар Аве — подручный капитана
- Марсель Бертомье — подручный капитана
- Петра Мюллер — женщина в клетке
- Гарри Джод — подручный капитана

## Художественные особенности
- Фильм снят в чёрно-белом цвете.
- При общении между собой персонажи не используют человеческую речь. Единственным исключением является сцена, когда доктор при помощи специального аппарата произносит слово bonjour («добрый день») и пытается помочь герою также произнести его.

## Награды и номинации
- 1983 — специальный приз жюри на кинофестивале в Авориазе.
- 1983 — приз критики на Брюссельском фестивале фантастических фильмов.
- 1983 — призы за лучший фильм и лучшую режиссуру на Каталонском кинофестивале в Сиджесе.
- 1983 — приз «Серебряная Харибда» на кинофестивале в Таормине.
- 1983 — участие в конкурсной программе Чикагского кинофестиваля.
- 1984 — номинация на премию «Сезар» за лучшую первую работу (Люк Бессон).
- 1984 — специальный приз зрительского жюри кинофестиваля Fantasporto, а также призы International Fantasy Film Award за лучший фильм и лучшую режиссуру (Люк Бессон).